# Fängelseupploppet på Strangeways 1990

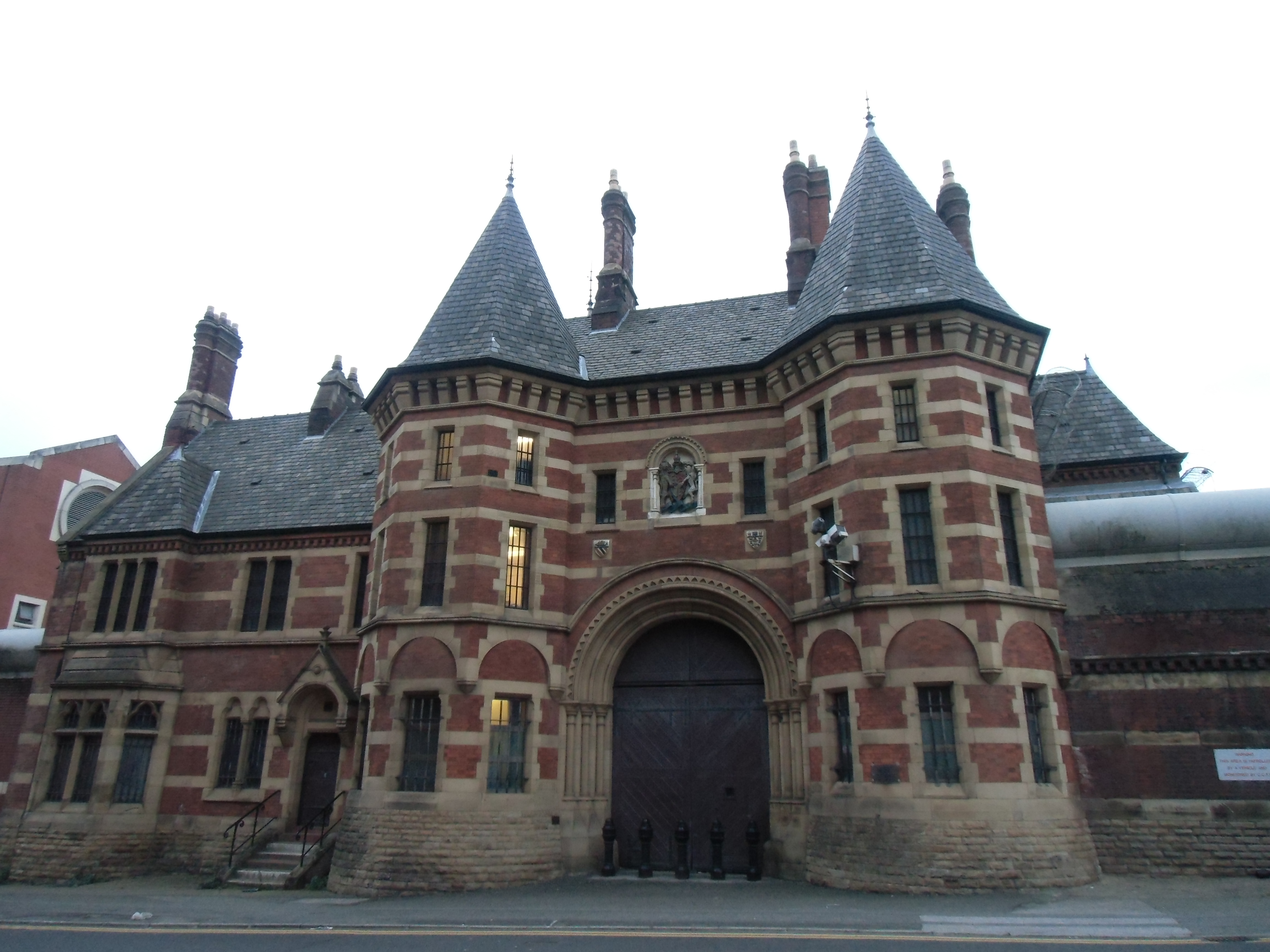
HM Prison Manchester, i folkmun känt som Strangeways.

Fängelseupploppet på Strangeways 1990 utspelade sig under 25 dagar på taket till HM Prison Manchester i Manchester i England.
Upploppet började den 1 april 1990, då fångar tog kontroll över fängelsets kapell och upploppet spred sig snabbt till större delarna av fängelset. Upplopps- och takprotesten avslutades den 25 april när de fem sista fångarna togs ner från taket, vilket gjorde det till det längsta fängelseupploppet i brittisk historia. En fånge dödades under upploppet och 147 fängelseanställda och 47 fångar skadades. Stora delar av fängelset skadades eller förstördes, och reparationskostnaderna uppgick till 55 miljoner pund.
Upploppet utlöste en rad oroligheter i fängelser i England, Skottland och Wales,, vilket resulterade i att den brittiska regeringen tillkännagav en offentlig utredning om upploppen under ledning av Lord Woolf. Woolf-rapporten drog slutsatsen att förhållandena i fängelset hade varit oacceptabla och rekommenderade en större reform av fängelsesystemet. Tidningen The Guardian beskrev rapporten som en plan för återställandet av "anständighet och rättvisa i fängelser där förhållandena hade blivit oacceptabla".